# FB Gulbene
FB Gulbene (łot. Futbola Biedrība "Gulbene") – łotewski klub piłkarski z siedzibą w Gulbene, grający w 1. līga.

## Historia
Chronologia nazw:
- 2005–2011: FB Gulbene-2005
- 2011–...: FB Gulbene

Założony w 2005 jako Towarzystwo Futbolowe Gulbene. W 2010 klub zajął 1.miejsce w 1. līga i awansował do łotewskiej najwyższej ligi. Na początku 2011 zmienił nazwę na FB Gulbene.

## Sukcesy
- 1.miejsce w 1. līga:

2010
- 1/8 finału Pucharze Łotwy:

2011